# Булубика, Георгий Петрович
Георгий Петрович Булубика (10.10.1933 — ?) — бригадир колхоза «Бируинца» Унгенского района Молдавской ССР, Герой Социалистического Труда (10.03.1976).
Родился 10 октября 1933 года в с. Тодирешты, ныне Унгенский район Молдавии. Член КПСС с 1964 года.
Работал счетоводом в родном селе в колхозе «Бируинца».
Весной 1962 года организовал и возглавил табаководческую бригаду, состоявшую из людей пожилого возраста. Позже в его бригаде выращивались также овощные культуры.
В среднем за годы 9-й пятилетки получено по 29,4 ц/га сухого табачного листа, в том числе в 1975 году — 33 центнера с гектара на площади 75 га. За это достижение Указом от 10.03.1976 присвоено звание Героя Социалистического Труда. До этого, в 1971 году, был награждён орденом Трудового Красного Знамени.
Начиная с 1976 года, выращивал табак на площади 170 га. В 1980-е годы довёл урожайность до 35 центнеров с гектара.
Жена — Мария Александровна, заведующая фермой.